# Нека винаги има слънце
„Нека винаги има слънце“ (на руски: Пусть всегда будет солнце, Солнечный круг) – песен на Аркадий Островски, текст на Лев Ошанин.
Първото изпълнение през юли 1962 г. в програмата на Всесъюзното радио „Добро утро!“ е на Мая Кристалинская. Песента става най-известна в интерпретацията на Тамара Миансарова, която печели с нея награда на VIII световен фестивал на младежта и студентите в Хелзинки (27 юли – 5 август 1962 г.) и на Международния песенен фестивал в Сопот (1963 г.).

## История на създаването
Поетът Лев Ошанин пише думите на песента, когато случайно вижда плакат на художника Николай Чарухин „Нека винаги да бъде рай! Винаги да има слънце!“. Чарухин рисува този плакат през 1961 г., вдъхновен от четиристишието на четиригодишния Костя Баранников, на когото току-що е обяснено какво означава „винаги“:
Винаги да има слънце,

винаги да има небе,

винаги да има майка,

винаги да ме има мен.
Това четиристишие е публикувано през 1928 г. в списанието „Роден език и литература в трудовото училище“ в статия на изследователя по детска психология К. Спаская. След това тези стихотворения попадат в книгата „От две до пет“ на Корней Чуковски, която привлича вниманието на художника.

## Други факти
През 1964 г. Бьорн Улвеус и групата Hootenanny Singers издават песента Gabrielle (албум Hootenanny Singers II от 1964) на шведски и английски (текст за морски пътешествия и раздяла), написана на същата мелодия, и става хит в скандинавските страни (албум Hootenanny Singers II), посочвайки авторството: Стиг Роснер и Бенгт Томас. В своя публикация от 1 август 2024 българският полтически коментатор Иво Инджев определя песента „Пусть всегда будет солнце“ като съветска кражба и предлага като оригинал изпълнението на Hootenanny Singers от 1964 г. Всъщност всичко е точно обратното: Популярното изпълнение на Hootenanny Singers е кавър версия на съветската песен.
Ремикс на песента формира основата на музиката за 5-минутен трейлър за мобилната игра Warpath.